# Una escuela en Cerro Hueso
Pour plus de détails, voir Fiche technique et Distribution.
Una escuela en Cerro Hueso est un film dramatique argentin de Betania Cappato sorti en 2021.

## Synopsis
Ema, six ans, reçoit un diagnostic d'autisme et s'inscrit dans une nouvelle école.

## Fiche technique
- Titre original : Una escuela en Cerro Hueso
- Titre en anglais : A School in Cerro Hueso
- Réalisation : Betania Cappato
- Scénario : Betania Cappato, Iván Fund
- Production : Iván Fund, Betania Cappato, Laura Mara Tablón, Gustavo Schiaffino, Alejandro Nantón, Guillermo Pineles
- Sociétés de production : Rita Cine, Insomnia Films et Tres Sonido

- Musique : Mauro Mourelos
- Costumes : Luisina Agustini
- Pays : Argentine
- Langue : espagnol
- Genre : Drame
- Durée : 69 minutes
- Date de sortie :
  - Allemagne : 11 juin 2021 à la Berlinale

## Distribution[2]
- Mara Bestelli : Julia
- Pablo Seijo : Antonio
- Clementina Folmer : Ema
- Irene Zequin : Irene
- Ariel Núñez : partenaire de danse
- Mónica Núñez : Sonia
- Carla Rucitti : directrice de l'école
- Viviana Tau : enseignante

## Réalisation
Le film se fonde sur l'histoire familiale de la réalisatrice Betania Cappato.

## Distinctions

### Récompenses
- 2021 : Mention spéciale Generation Kplus à la Berlinale[3]
- 2022 : Meilleur long métrage au Blue Danube Film Festival[4]

### Nomination
- 2021 : Meilleur film au Festival international du film de Pékin